# Diana Marcela Morales
Diana Marcela Morales Rojas (Arauca, 1988) es una politóloga colombiana. Desde el 5 de junio de 2025 es la Ministra de Comercio, Industria y Turismo en el gobierno de Gustavo Petro.

## Biografía

### Primeros años y estudios
Oriunda de Arauca, es politóloga de la Universidad del Rosario, donde obtuvo tesis meritoria con una investigación sobre el conflicto armado en Arauca. Es magíster en Estudios Interdisciplinarios sobre Desarrollo con énfasis en Seguridad, Paz y Desarrollo, y especialista en Estado y Políticas Públicas de la Universidad de los Andes, en Derecho Constitucional y en Economía para No Economistas de la Pontificia Universidad Javeriana, donde recibió la Orden al Mérito Académico. Ha complementado su formación con estudios internacionales en Gestión Pública para el Desarrollo y en Gobiernos Subnacionales para Resultados (Banco Interamericano de Desarrollo), así como en Emprendimiento en Economías Emergentes (Harvard University).

### Trayectoria
Ha trabajado en el sector público dirigiendo proyectos de desarrollo comunitario, integración productiva y construcción de paz en zonas de conflicto. Fue Directora de Gestión Interinstitucional en la Unidad para las Víctimas, donde coordinó la implementación de la política pública de víctimas a nivel nacional e internacional, y lideró procesos de reparación colectiva e individual para comunidades desplazadas. También coordinó acciones con consulados y organismos internacionales para la atención de víctimas colombianas en el exterior.
En el Congreso de la República, fue Secretaria General de las Comisiones Sexta y Cuarta de la Cámara de Representantes, encargada de temas de turismo, infraestructura, presupuesto y desarrollo económico.
Trabajó en el (DANE) y en el (MinTIC), impulsando el acceso a la información y conectividad en sectores vulnerables.
En el sector privado, ha gestionado proyectos en el sector energético y otros sectores estratégicos, coordinando procesos con comunidades y autoridades locales. Ha participado en estrategias de inversión y transformación territorial. También ha sido gestora social en organizaciones de derechos humanos y ha ocupado cargos directivos en organizaciones políticas.

## Ministra de Estado
El 4 de junio de 2025 el presidente Petro nombró a Diana Marcela Morales como ministra de Comercio Industria y Turismo en reemplazo de Luis Carlos Reyes y de la encargada Cielo Rusinque, asumiendo retos como las negociación de aranceles con Estados Unidos y acercamiento estratégico con China, continuar con las metas de incremento del turismo y promoción del país emprendida por el gobierno y la reindustrialización.
Su designación sucitó especulaciones sobre su cercanía con el Partido Liberal y, en particular, con Simón Gaviria, hijo del expresidente César Gaviria. Según fuentes dentro del liberalismo, Morales habría llegado al gabinete por su estrecha amistad y colaboración de años con Simón Gaviria, quien la habría impulsado tanto en el Congreso, donde fue secretaria administrativa de una comisión, como ahora en el Ministerio. Sin embargo César Gaviria, presidente del partido, dijo que Morales no representa a su colectividad.
Morales también enfrentó una aparente controversia legal por su participación en la firma del decreto presidencial que convocaba a una consulta popular sobre la reforma laboral, mecanismo impulsado por el presidente Gustavo Petro que requería la forma de todos sus ministros y que fue controvertido por la opocisión. Aunque dicho decreto fue retirado por el mandatario ante la aprobación de la reforma en el congreso.
A pocos meses de asumir el cargo, Morales, inició cambios en su equipo de trabajo. En un informe del portal Las2orillas cuestionó la postulación de Gerardo Porras Rueda como director de regulación, quien ha trabajado previamente en el Instituto Nacional de Meteorología, acumula antecedentes por sanciones disciplinarias y enfrenta varios procesos abiertos ante órganos de control. Según registros, en 2017 fue sancionado fiscalmente por la desaparición de un recipiente volumétrico, quedando con una deuda de $170 millones, y en 2021 fue objeto de nuevas denuncias relacionadas con su patrimonio y el origen de sus recursos. Tiene tres indagaciones en la Procuraduría, dos procesos penales previos y dos procesos de cobro activo, según fuentes de la Casa de Nariño no especificadas en el informe dice contra Porras «no existe ninguna sanción en firme en contra suya y por lo tanto tiene derecho a la presunción de inocencia».

## Publicaciones
Es autora del libro Del reformismo económico a la redistribución social: una mirada al problema de la tierra en Colombia, y ha publicado artículos sobre conflicto armado, conflictos laborales, reforma agraria, disputas por los recursos energéticos —incluidos casos de gas—, desarrollo rural y construcción de paz.